# Paral·lel 43° sud
El paral·lel 43° sud és una línia de latitud que es troba a 43 graus sud de la línia equatorial terrestre. Travessa l'oceà Atlàntic, l'Oceà Índic, l'Oceà Pacífic i Amèrica del Sud.
En aquesta latitud el sol és visible durant 15 hores, 22 minuts durant el solstici d'hivern i 9 hores, 0 minuts durant el solstici d'estiu.

## Geografia
En el sistema geodèsic WGS84, al nivell de 43° de latitud sud, un grau de longitud equival a 81,540 km; la longitud total del paral·lel és de 29.355 km, que és aproximadament 73,0% de la de l'equador, del que es troba a 4.763 km i a 5.239 km del pol Sud

## Arreu del món
A partir del Meridià de Greenwich i cap a l'est, el paral·lel 43° sud passa per: 
| Coordenades                               | País. Territori o mar | Notes               |
| ----------------------------------------- | --------------------- | ------------------- |
| 43° 0′ S, 0° 0′ E / 43.000°S,0.000°E      | Oceà Atlàntic         |                     |
| 43° 0′ S, 20° 0′ E / 43.000°S,20.000°E    | Oceà Índic            |                     |
| 43° 0′ S, 145° 36′ E / 43.000°S,145.600°E | Austràlia             | Tasmània            |
| 43° 0′ S, 147° 57′ E / 43.000°S,147.950°E | Oceà Pacífic          | Mar de Tasmània     |
| 43° 0′ S, 170° 34′ E / 43.000°S,170.567°E | Nova Zelanda          | Illa del Sud        |
| 43° 0′ S, 173° 7′ E / 43.000°S,173.117°E  | Oceà Pacífic          |                     |
| 43° 0′ S, 74° 15′ O / 43.000°S,74.250°O   | Xile                  | Illa Gran de Chiloé |
| 43° 0′ S, 73° 21′ O / 43.000°S,73.350°O   | Golf de Corcovado     |                     |
| 43° 0′ S, 72° 45′ O / 43.000°S,72.750°O   | Xile                  |                     |
| 43° 0′ S, 72° 3′ O / 43.000°S,72.050°O    | Argentina             |                     |
| 43° 0′ S, 64° 20′ O / 43.000°S,64.333°O   | Oceà Atlàntic         |                     |